# Tadeusz Mazowiecki
Tadeusz Mazowiecki (Płock, 18 april 1927 – Warschau, 28 oktober 2013) was een Pools journalist, schrijver en christendemocratisch politicus. Hij was een belangrijke figuur binnen de vakbond Solidariteit en werd in 1989 verkozen als eerste niet-communistische premier van Polen sinds Wereldoorlog II.

## Vroege periode
Mazowiecki studeerde rechten aan de Universiteit van Warschau en promoveerde kort na de Tweede Wereldoorlog. Tot 1955 was hij lid van de PAX-Groep, een rooms-katholieke groep die samenwerkte met de communisten. In 1958 was hij medeoprichter van het katholieke maandblad Więź, dat zich voornamelijk op de (katholieke en) democratisch gezinde krachten in Polen richtte.
Van 1961 tot 1971 was Mazowiecki lid van de Znak-fractie (christendemocratische fractie) in de Sejm (parlement).

## Solidarność
Na de onderdrukking van een vreedzame protestdemonstratie van arbeiders in 1970 door de communistische autoriteiten stemde Mazowiecki in het parlement voor een onderzoekscommissie. Dit leidde er uiteindelijk toe dat hij zich bij de verkiezingen van 1971 niet kon kandideren voor een nieuw termijn als parlementslid. Nadien sloot hij zich aan bij het ondergrondse verzet in Polen. Hij werkte onder andere in de Club van Katholieke Intellectuelen (Klub Intelegencji Katolickiej (KIK)) van Wrocław en in 1980 werd hij voorzitter van de Commissie van Experts (Komisja Ekspertów) van Solidarność (Solidariteit). Deze commissie adviseerde Lech Wałęsa, de voorzitter van Solidarność.
Na de staatsgreep van generaal Wojciech Jaruzelski op 13 december 1981 - waarbij de staat van beleg werd afgekondigd - werd Mazowiecki als lid van Solidarność in een kamp voor politieke gevangenen geïnterneerd. Op 23 december 1982 kwam hij vrij. In 1987 ging hij naar het buitenland en sloot zich aan bij een groep Polen die streefden naar de herinvoering van de democratie in hun land. In 1988 keerde hij naar Polen terug en nam deel aan geheime besprekingen met de communistische autoriteiten in Magdalenka. Tijdens de rondetafelbesprekingen die van 6 februari tot 5 april 1989 duurden, was Mazowiecki een van de leiders van de oppositie en sprak onder meer namens Solidarność.

## Premierschap

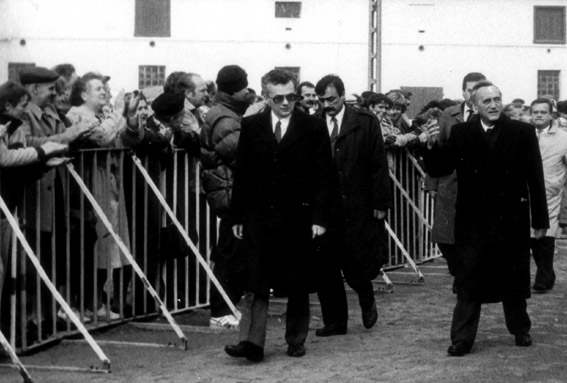
Tadeusz Mazowiecki, premier van Polen van 1989 tot 1991

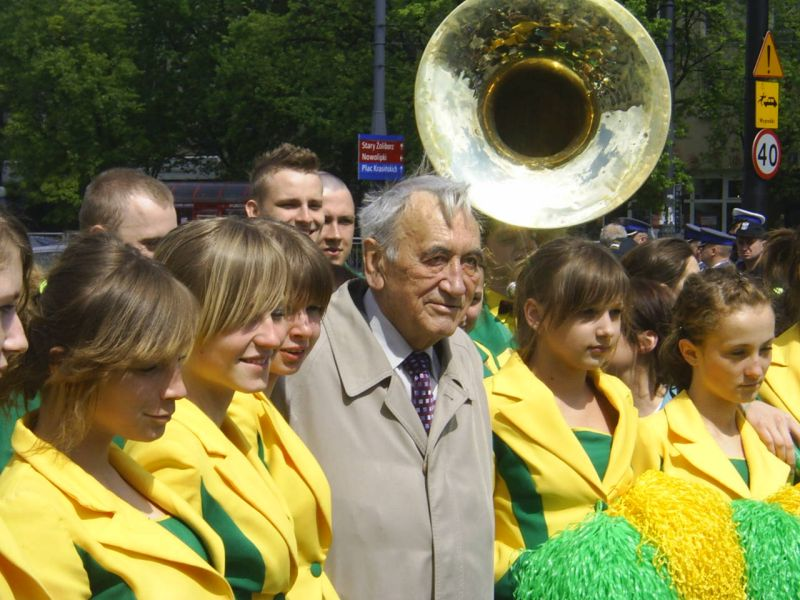
Tadeusz Mazowiecki (2007)

Na de semivrije verkiezingen voor de Sejm en de Senaat in juni 1989 werd Jaruzelski president van Polen en werd Mazowiecki op 25 augustus 1989 de eerste niet-communistische premier van Polen sinds de invoering van de volksrepubliek en de eerste uit een van de Warschaupactlanden sinds eind jaren veertig. In zijn kabinet zaten zowel niet-communisten als communisten (PZPR). Hoofdlijnen van dit kabinet waren de liberalisering van de samenleving, de herinvoering van de vrije markteconomie en de vrijheid van meningsuiting, godsdienstvrijheid en persvrijheid. Dit was de eerste stap in de golf van (voornamelijk) vreedzame omwentelingen in het voormalige Oostblok in het najaar van 1989. Zie de Fluwelen Revolutie en de Val van de Muur.
Mazowiecki's kabinet bleef aan de macht tot 1990. Hij kreeg veel kritiek te verduren van zowel rechts als links. Rechts nam het hem kwalijk dat hij met de communisten regeerde, terwijl links zijn economisch beleid hekelde. Feit is wel dat Polen onder Mazowiecki en zijn minister van Financiën Leszek Balcerowicz een succesvolle transitie van planeconomie naar markteconomie maakte. De hyperinflatie werd beteugeld en de negatieve economische groei werd omgebogen in een zeer sterke positieve groei. De schaarste was letterlijk van de éne dag op de andere afgelopen. Na zijn aftreden als premier richtte hij de Democratische Unie (Unia Demokratyczna) op. Voor de presidentsverkiezingen van 1990 stelde Mazowiecki zich kandidaat, maar hij werd uitgeschakeld in de eerste ronde. Lech Wałęsa won uiteindelijk de verkiezingen.
In 1991 werd Mazowiecki mensenrechtenrapporteur inzake voormalig Joegoslavië. Hij werkte ook aan een rapport uit 1993 over de mensenrechtenschendingen in voormalig Joegoslavië. In 1995 nam hij ontslag uit protest tegen de beperkte reactie van de internationale gemeenschap tegen de wreedheden in de Bosnische oorlog, in het bijzonder die werden begaan door het Servische leger te Srebrenica dat jaar.
In 1995 wijzigde zijn Democratische Unie haar naam in Unia Wolności (Vrijheidsunie); deze partij verliet hij in 2002 uit protest tegen haar koers.